# 泽布吕赫港

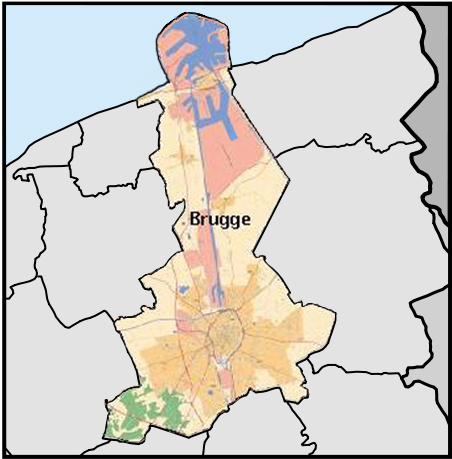
布鲁日和布鲁日-泽布吕赫港区（粉色）

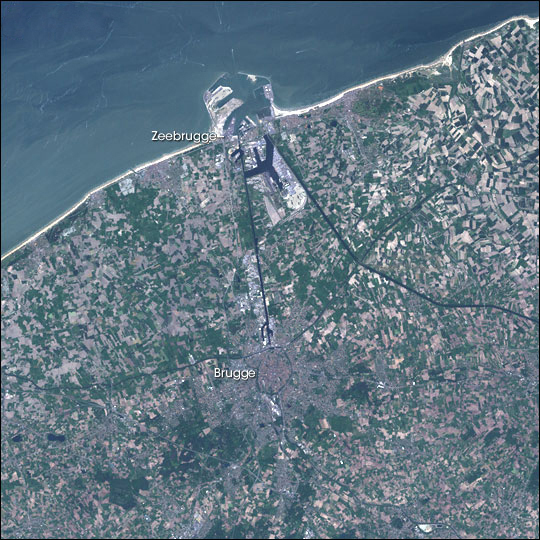
布鲁日和泽布吕赫港卫星图像

泽布吕赫港（英語：Port of Zeebrugge），是位于比利时弗拉芒大區布吕赫的大型轮渡貨櫃碼頭，每年处理货物逾5000万吨。
泽布吕赫港受布鲁日海港公司（Maatschappij van de Brugse Zeehaven）港口管理局管理。